# Anthostema
Anthostema A.Juss. é um género botânico pertencente à família Euphorbiaceae, subfamília Euphorbioideae, tribo Euphorbieae, subtribo Anthosteminae.
O gênero apresenta apenas três espécies, nativos da África e de Madagascar.

## Espécies
- Anthostema aubryanum
- Anthostema madagascariense
- Anthostema senegalensis